# Constantine Maroulis
Constantine James Maroulis est un chanteur de rock, acteur et écrivain gréco-américain, né le 17 septembre 1975 à New York.

## Biographie
Qualifié en finale de la quatrième saison de l'American Idol. La limite d'âge ayant été portée de 24 à 28 pour cette saison, Maroulis était le candidat le plus âgé. Tout au long de la saison, Bo Bice et lui ont été surnommés « les deux culbuteurs », vu leurs longs cheveux et les chansons qu'ils ont interprétées dans le concours.
Diplômé en 2002 du conservatoire de Boston, Maroulis fait un chant vivant, l'action, et l'inscription, joue à Broadway en 2003, notamment dans le rôle de Roger Davis. Il est actuellement le chanteur principal du groupe Pray for the Soul of Betty. Au contraire de ce qui a été dépeint sur la série de la TV-réalité, il n'a pas arrêté son groupe, mais a provisoirement interrompu son activité pour rejoindre l'American Idol. Il a repris son groupe après avoir été éliminé de la compétition.
Constantine Maroulis a également joué en 2007 dans la série télévisée Amour, Gloire et Beauté (Top Modèles au Québec, The Bold and the Beautiful dans la version américaine), où il incarnait quasiment son propre personnage, sous le nom de Constantin Parros (Constantine Parros, dans la version américaine).
En 2014 il interprète le rôle de Drew à Broadway dans la comédie musicale Rock of Ages aux côtés de Lauren Zakrin.

## Prestations lors d’American Idol
| Semaine # | Semaine # | Semaine # | Semaine # | Semaine # | Semaine # | Semaine # | Semaine # | Semaine # | Semaine # | Semaine # | Semaine # | Semaine # | Semaine # | Semaine # | Semaine # | Semaine # | Semaine # | Semaine # | Semaine # | Semaine # | Semaine # | Semaine # | Semaine # | Semaine # | Semaine # | Semaine # | Semaine # | Semaine # | Semaine # | Semaine # | Semaine # | Semaine # | Semaine # | Semaine # | Semaine # | Semaine # | Semaine # | Semaine # | Semaine # | Semaine # | Semaine # | Semaine # | Semaine # | Semaine # | Semaine # | Semaine # | Semaine # | Semaine # | Semaine # | Semaine # | Semaine # | Semaine # | Semaine # | Semaine # | Semaine # | Semaine # | Semaine # | Semaine # | Semaine # | Semaine # | Semaine # | Semaine # | Semaine # | Semaine # | Semaine # | Semaine # | Semaine # | Semaine # | Semaine # | Semaine # | Semaine # | Semaine # | Semaine # | Semaine # | Semaine # | Semaine # | Semaine # | Semaine # | Semaine # | Semaine # | Semaine # | Semaine # | Semaine # | Semaine # | Semaine # | Semaine # | Semaine # | Semaine # | Semaine # | Semaine # | Semaine # | Semaine # | Semaine # | Semaine # | Semaine # | Semaine # | Semaine # | Semaine # | Semaine # | Chanson                              | Chanson                              | Chanson                              | Chanson                              | Chanson                              | Chanson                              | Chanson                              | Chanson                              | Chanson                              | Chanson                              | Chanson                              | Chanson                              | Chanson                              | Chanson                              | Chanson                              | Chanson                              | Chanson                              | Chanson                              | Chanson                              | Chanson                              | Chanson                              | Chanson                              | Chanson                              | Chanson                              | Chanson                              | Chanson                              | Chanson                              | Chanson                              | Chanson                              | Chanson                              | Chanson                              | Chanson                              | Chanson                              | Chanson                              | Chanson                              | Chanson                              | Chanson                              | Chanson                              | Chanson                              | Chanson                              | Chanson                              | Chanson                              | Chanson                              | Chanson                              | Chanson                              | Chanson                              | Chanson                              | Chanson                              | Chanson                              | Chanson                              | Chanson                              | Chanson                              | Chanson                              | Chanson                              | Chanson                              | Chanson                              | Chanson                              | Chanson                              | Chanson                              | Chanson                              | Chanson                              | Chanson                              | Chanson                              | Chanson                              | Chanson                              | Chanson                              | Chanson                              | Chanson                              | Chanson                              | Chanson                              | Chanson                              | Chanson                              | Chanson                              | Chanson                              | Chanson                              | Chanson                              | Chanson                              | Chanson                              | Chanson                              | Chanson                              | Chanson                              | Chanson                              | Chanson                              | Chanson                              | Chanson                              | Chanson                              | Chanson                              | Chanson                              | Chanson                              | Chanson                              | Chanson                              | Chanson                              | Chanson                              | Chanson                              | Chanson                              | Chanson                              | Chanson                              | Chanson                              | Chanson                              | Chanson                              | Artiste                     | Artiste                     | Artiste                     | Artiste                     | Artiste                     | Artiste                     | Artiste                     | Artiste                     | Artiste                     | Artiste                     | Artiste                     | Artiste                     | Artiste                     | Artiste                     | Artiste                     | Artiste                     | Artiste                     | Artiste                     | Artiste                     | Artiste                     | Artiste                     | Artiste                     | Artiste                     | Artiste                     | Artiste                     | Artiste                     | Artiste                     | Artiste                     | Artiste                     | Artiste                     | Artiste                     | Artiste                     | Artiste                     | Artiste                     | Artiste                     | Artiste                     | Artiste                     | Artiste                     | Artiste                     | Artiste                     | Artiste                     | Artiste                     | Artiste                     | Artiste                     | Artiste                     | Artiste                     | Artiste                     | Artiste                     | Artiste                     | Artiste                     | Artiste                     | Artiste                     | Artiste                     | Artiste                     | Artiste                     | Artiste                     | Artiste                     | Artiste                     | Artiste                     | Artiste                     | Artiste                     | Artiste                     | Artiste                     | Artiste                     | Artiste                     | Artiste                     | Artiste                     | Artiste                     | Artiste                     | Artiste                     | Artiste                     | Artiste                     | Artiste                     | Artiste                     | Artiste                     | Artiste                     | Artiste                     | Artiste                     | Artiste                     | Artiste                     | Artiste                     | Artiste                     | Artiste                     | Artiste                     | Artiste                     | Artiste                     | Artiste                     | Artiste                     | Artiste                     | Artiste                     | Artiste                     | Artiste                     | Artiste                     | Artiste                     | Artiste                     | Artiste                     | Artiste                     | Artiste                     | Artiste                     | Artiste                     | Résultat   | Résultat   | Résultat   | Résultat   | Résultat   | Résultat   | Résultat   | Résultat   | Résultat   | Résultat   | Résultat   | Résultat   | Résultat   | Résultat   | Résultat   | Résultat   | Résultat   | Résultat   | Résultat   | Résultat   | Résultat   | Résultat   | Résultat   | Résultat   | Résultat   | Résultat   | Résultat   | Résultat   | Résultat   | Résultat   | Résultat   | Résultat   | Résultat   | Résultat   | Résultat   | Résultat   | Résultat   | Résultat   | Résultat   | Résultat   | Résultat   | Résultat   | Résultat   | Résultat   | Résultat   | Résultat   | Résultat   | Résultat   | Résultat   | Résultat   | Résultat   | Résultat   | Résultat   | Résultat   | Résultat   | Résultat   | Résultat   | Résultat   | Résultat   | Résultat   | Résultat   | Résultat   | Résultat   | Résultat   | Résultat   | Résultat   | Résultat   | Résultat   | Résultat   | Résultat   | Résultat   | Résultat   | Résultat   | Résultat   | Résultat   | Résultat   | Résultat   | Résultat   | Résultat   | Résultat   | Résultat   | Résultat   | Résultat   | Résultat   | Résultat   | Résultat   | Résultat   | Résultat   | Résultat   | Résultat   | Résultat   | Résultat   | Résultat   | Résultat   | Résultat   | Résultat   | Résultat   | Résultat   | Résultat   | Résultat   |
| Top 24    | Top 24    | Top 24    | Top 24    | Top 24    | Top 24    | Top 24    | Top 24    | Top 24    | Top 24    | Top 24    | Top 24    | Top 24    | Top 24    | Top 24    | Top 24    | Top 24    | Top 24    | Top 24    | Top 24    | Top 24    | Top 24    | Top 24    | Top 24    | Top 24    | Top 24    | Top 24    | Top 24    | Top 24    | Top 24    | Top 24    | Top 24    | Top 24    | Top 24    | Top 24    | Top 24    | Top 24    | Top 24    | Top 24    | Top 24    | Top 24    | Top 24    | Top 24    | Top 24    | Top 24    | Top 24    | Top 24    | Top 24    | Top 24    | Top 24    | Top 24    | Top 24    | Top 24    | Top 24    | Top 24    | Top 24    | Top 24    | Top 24    | Top 24    | Top 24    | Top 24    | Top 24    | Top 24    | Top 24    | Top 24    | Top 24    | Top 24    | Top 24    | Top 24    | Top 24    | Top 24    | Top 24    | Top 24    | Top 24    | Top 24    | Top 24    | Top 24    | Top 24    | Top 24    | Top 24    | Top 24    | Top 24    | Top 24    | Top 24    | Top 24    | Top 24    | Top 24    | Top 24    | Top 24    | Top 24    | Top 24    | Top 24    | Top 24    | Top 24    | Top 24    | Top 24    | Top 24    | Top 24    | Top 24    | Top 24    | Kiss from a Rose                     | Kiss from a Rose                     | Kiss from a Rose                     | Kiss from a Rose                     | Kiss from a Rose                     | Kiss from a Rose                     | Kiss from a Rose                     | Kiss from a Rose                     | Kiss from a Rose                     | Kiss from a Rose                     | Kiss from a Rose                     | Kiss from a Rose                     | Kiss from a Rose                     | Kiss from a Rose                     | Kiss from a Rose                     | Kiss from a Rose                     | Kiss from a Rose                     | Kiss from a Rose                     | Kiss from a Rose                     | Kiss from a Rose                     | Kiss from a Rose                     | Kiss from a Rose                     | Kiss from a Rose                     | Kiss from a Rose                     | Kiss from a Rose                     | Kiss from a Rose                     | Kiss from a Rose                     | Kiss from a Rose                     | Kiss from a Rose                     | Kiss from a Rose                     | Kiss from a Rose                     | Kiss from a Rose                     | Kiss from a Rose                     | Kiss from a Rose                     | Kiss from a Rose                     | Kiss from a Rose                     | Kiss from a Rose                     | Kiss from a Rose                     | Kiss from a Rose                     | Kiss from a Rose                     | Kiss from a Rose                     | Kiss from a Rose                     | Kiss from a Rose                     | Kiss from a Rose                     | Kiss from a Rose                     | Kiss from a Rose                     | Kiss from a Rose                     | Kiss from a Rose                     | Kiss from a Rose                     | Kiss from a Rose                     | Kiss from a Rose                     | Kiss from a Rose                     | Kiss from a Rose                     | Kiss from a Rose                     | Kiss from a Rose                     | Kiss from a Rose                     | Kiss from a Rose                     | Kiss from a Rose                     | Kiss from a Rose                     | Kiss from a Rose                     | Kiss from a Rose                     | Kiss from a Rose                     | Kiss from a Rose                     | Kiss from a Rose                     | Kiss from a Rose                     | Kiss from a Rose                     | Kiss from a Rose                     | Kiss from a Rose                     | Kiss from a Rose                     | Kiss from a Rose                     | Kiss from a Rose                     | Kiss from a Rose                     | Kiss from a Rose                     | Kiss from a Rose                     | Kiss from a Rose                     | Kiss from a Rose                     | Kiss from a Rose                     | Kiss from a Rose                     | Kiss from a Rose                     | Kiss from a Rose                     | Kiss from a Rose                     | Kiss from a Rose                     | Kiss from a Rose                     | Kiss from a Rose                     | Kiss from a Rose                     | Kiss from a Rose                     | Kiss from a Rose                     | Kiss from a Rose                     | Kiss from a Rose                     | Kiss from a Rose                     | Kiss from a Rose                     | Kiss from a Rose                     | Kiss from a Rose                     | Kiss from a Rose                     | Kiss from a Rose                     | Kiss from a Rose                     | Kiss from a Rose                     | Kiss from a Rose                     | Kiss from a Rose                     | Kiss from a Rose                     | Seal                        | Seal                        | Seal                        | Seal                        | Seal                        | Seal                        | Seal                        | Seal                        | Seal                        | Seal                        | Seal                        | Seal                        | Seal                        | Seal                        | Seal                        | Seal                        | Seal                        | Seal                        | Seal                        | Seal                        | Seal                        | Seal                        | Seal                        | Seal                        | Seal                        | Seal                        | Seal                        | Seal                        | Seal                        | Seal                        | Seal                        | Seal                        | Seal                        | Seal                        | Seal                        | Seal                        | Seal                        | Seal                        | Seal                        | Seal                        | Seal                        | Seal                        | Seal                        | Seal                        | Seal                        | Seal                        | Seal                        | Seal                        | Seal                        | Seal                        | Seal                        | Seal                        | Seal                        | Seal                        | Seal                        | Seal                        | Seal                        | Seal                        | Seal                        | Seal                        | Seal                        | Seal                        | Seal                        | Seal                        | Seal                        | Seal                        | Seal                        | Seal                        | Seal                        | Seal                        | Seal                        | Seal                        | Seal                        | Seal                        | Seal                        | Seal                        | Seal                        | Seal                        | Seal                        | Seal                        | Seal                        | Seal                        | Seal                        | Seal                        | Seal                        | Seal                        | Seal                        | Seal                        | Seal                        | Seal                        | Seal                        | Seal                        | Seal                        | Seal                        | Seal                        | Seal                        | Seal                        | Seal                        | Seal                        | Seal                        | Safe       | Safe       | Safe       | Safe       | Safe       | Safe       | Safe       | Safe       | Safe       | Safe       | Safe       | Safe       | Safe       | Safe       | Safe       | Safe       | Safe       | Safe       | Safe       | Safe       | Safe       | Safe       | Safe       | Safe       | Safe       | Safe       | Safe       | Safe       | Safe       | Safe       | Safe       | Safe       | Safe       | Safe       | Safe       | Safe       | Safe       | Safe       | Safe       | Safe       | Safe       | Safe       | Safe       | Safe       | Safe       | Safe       | Safe       | Safe       | Safe       | Safe       | Safe       | Safe       | Safe       | Safe       | Safe       | Safe       | Safe       | Safe       | Safe       | Safe       | Safe       | Safe       | Safe       | Safe       | Safe       | Safe       | Safe       | Safe       | Safe       | Safe       | Safe       | Safe       | Safe       | Safe       | Safe       | Safe       | Safe       | Safe       | Safe       | Safe       | Safe       | Safe       | Safe       | Safe       | Safe       | Safe       | Safe       | Safe       | Safe       | Safe       | Safe       | Safe       | Safe       | Safe       | Safe       | Safe       | Safe       | Safe       | Safe       | Safe       |
| Top 20    | Top 20    | Top 20    | Top 20    | Top 20    | Top 20    | Top 20    | Top 20    | Top 20    | Top 20    | Top 20    | Top 20    | Top 20    | Top 20    | Top 20    | Top 20    | Top 20    | Top 20    | Top 20    | Top 20    | Top 20    | Top 20    | Top 20    | Top 20    | Top 20    | Top 20    | Top 20    | Top 20    | Top 20    | Top 20    | Top 20    | Top 20    | Top 20    | Top 20    | Top 20    | Top 20    | Top 20    | Top 20    | Top 20    | Top 20    | Top 20    | Top 20    | Top 20    | Top 20    | Top 20    | Top 20    | Top 20    | Top 20    | Top 20    | Top 20    | Top 20    | Top 20    | Top 20    | Top 20    | Top 20    | Top 20    | Top 20    | Top 20    | Top 20    | Top 20    | Top 20    | Top 20    | Top 20    | Top 20    | Top 20    | Top 20    | Top 20    | Top 20    | Top 20    | Top 20    | Top 20    | Top 20    | Top 20    | Top 20    | Top 20    | Top 20    | Top 20    | Top 20    | Top 20    | Top 20    | Top 20    | Top 20    | Top 20    | Top 20    | Top 20    | Top 20    | Top 20    | Top 20    | Top 20    | Top 20    | Top 20    | Top 20    | Top 20    | Top 20    | Top 20    | Top 20    | Top 20    | Top 20    | Top 20    | Top 20    | Hard to Handle                       | Hard to Handle                       | Hard to Handle                       | Hard to Handle                       | Hard to Handle                       | Hard to Handle                       | Hard to Handle                       | Hard to Handle                       | Hard to Handle                       | Hard to Handle                       | Hard to Handle                       | Hard to Handle                       | Hard to Handle                       | Hard to Handle                       | Hard to Handle                       | Hard to Handle                       | Hard to Handle                       | Hard to Handle                       | Hard to Handle                       | Hard to Handle                       | Hard to Handle                       | Hard to Handle                       | Hard to Handle                       | Hard to Handle                       | Hard to Handle                       | Hard to Handle                       | Hard to Handle                       | Hard to Handle                       | Hard to Handle                       | Hard to Handle                       | Hard to Handle                       | Hard to Handle                       | Hard to Handle                       | Hard to Handle                       | Hard to Handle                       | Hard to Handle                       | Hard to Handle                       | Hard to Handle                       | Hard to Handle                       | Hard to Handle                       | Hard to Handle                       | Hard to Handle                       | Hard to Handle                       | Hard to Handle                       | Hard to Handle                       | Hard to Handle                       | Hard to Handle                       | Hard to Handle                       | Hard to Handle                       | Hard to Handle                       | Hard to Handle                       | Hard to Handle                       | Hard to Handle                       | Hard to Handle                       | Hard to Handle                       | Hard to Handle                       | Hard to Handle                       | Hard to Handle                       | Hard to Handle                       | Hard to Handle                       | Hard to Handle                       | Hard to Handle                       | Hard to Handle                       | Hard to Handle                       | Hard to Handle                       | Hard to Handle                       | Hard to Handle                       | Hard to Handle                       | Hard to Handle                       | Hard to Handle                       | Hard to Handle                       | Hard to Handle                       | Hard to Handle                       | Hard to Handle                       | Hard to Handle                       | Hard to Handle                       | Hard to Handle                       | Hard to Handle                       | Hard to Handle                       | Hard to Handle                       | Hard to Handle                       | Hard to Handle                       | Hard to Handle                       | Hard to Handle                       | Hard to Handle                       | Hard to Handle                       | Hard to Handle                       | Hard to Handle                       | Hard to Handle                       | Hard to Handle                       | Hard to Handle                       | Hard to Handle                       | Hard to Handle                       | Hard to Handle                       | Hard to Handle                       | Hard to Handle                       | Hard to Handle                       | Hard to Handle                       | Hard to Handle                       | Hard to Handle                       | Otis Redding                | Otis Redding                | Otis Redding                | Otis Redding                | Otis Redding                | Otis Redding                | Otis Redding                | Otis Redding                | Otis Redding                | Otis Redding                | Otis Redding                | Otis Redding                | Otis Redding                | Otis Redding                | Otis Redding                | Otis Redding                | Otis Redding                | Otis Redding                | Otis Redding                | Otis Redding                | Otis Redding                | Otis Redding                | Otis Redding                | Otis Redding                | Otis Redding                | Otis Redding                | Otis Redding                | Otis Redding                | Otis Redding                | Otis Redding                | Otis Redding                | Otis Redding                | Otis Redding                | Otis Redding                | Otis Redding                | Otis Redding                | Otis Redding                | Otis Redding                | Otis Redding                | Otis Redding                | Otis Redding                | Otis Redding                | Otis Redding                | Otis Redding                | Otis Redding                | Otis Redding                | Otis Redding                | Otis Redding                | Otis Redding                | Otis Redding                | Otis Redding                | Otis Redding                | Otis Redding                | Otis Redding                | Otis Redding                | Otis Redding                | Otis Redding                | Otis Redding                | Otis Redding                | Otis Redding                | Otis Redding                | Otis Redding                | Otis Redding                | Otis Redding                | Otis Redding                | Otis Redding                | Otis Redding                | Otis Redding                | Otis Redding                | Otis Redding                | Otis Redding                | Otis Redding                | Otis Redding                | Otis Redding                | Otis Redding                | Otis Redding                | Otis Redding                | Otis Redding                | Otis Redding                | Otis Redding                | Otis Redding                | Otis Redding                | Otis Redding                | Otis Redding                | Otis Redding                | Otis Redding                | Otis Redding                | Otis Redding                | Otis Redding                | Otis Redding                | Otis Redding                | Otis Redding                | Otis Redding                | Otis Redding                | Otis Redding                | Otis Redding                | Otis Redding                | Otis Redding                | Otis Redding                | Otis Redding                | Safe       | Safe       | Safe       | Safe       | Safe       | Safe       | Safe       | Safe       | Safe       | Safe       | Safe       | Safe       | Safe       | Safe       | Safe       | Safe       | Safe       | Safe       | Safe       | Safe       | Safe       | Safe       | Safe       | Safe       | Safe       | Safe       | Safe       | Safe       | Safe       | Safe       | Safe       | Safe       | Safe       | Safe       | Safe       | Safe       | Safe       | Safe       | Safe       | Safe       | Safe       | Safe       | Safe       | Safe       | Safe       | Safe       | Safe       | Safe       | Safe       | Safe       | Safe       | Safe       | Safe       | Safe       | Safe       | Safe       | Safe       | Safe       | Safe       | Safe       | Safe       | Safe       | Safe       | Safe       | Safe       | Safe       | Safe       | Safe       | Safe       | Safe       | Safe       | Safe       | Safe       | Safe       | Safe       | Safe       | Safe       | Safe       | Safe       | Safe       | Safe       | Safe       | Safe       | Safe       | Safe       | Safe       | Safe       | Safe       | Safe       | Safe       | Safe       | Safe       | Safe       | Safe       | Safe       | Safe       | Safe       | Safe       | Safe       | Safe       |
| Top 16    | Top 16    | Top 16    | Top 16    | Top 16    | Top 16    | Top 16    | Top 16    | Top 16    | Top 16    | Top 16    | Top 16    | Top 16    | Top 16    | Top 16    | Top 16    | Top 16    | Top 16    | Top 16    | Top 16    | Top 16    | Top 16    | Top 16    | Top 16    | Top 16    | Top 16    | Top 16    | Top 16    | Top 16    | Top 16    | Top 16    | Top 16    | Top 16    | Top 16    | Top 16    | Top 16    | Top 16    | Top 16    | Top 16    | Top 16    | Top 16    | Top 16    | Top 16    | Top 16    | Top 16    | Top 16    | Top 16    | Top 16    | Top 16    | Top 16    | Top 16    | Top 16    | Top 16    | Top 16    | Top 16    | Top 16    | Top 16    | Top 16    | Top 16    | Top 16    | Top 16    | Top 16    | Top 16    | Top 16    | Top 16    | Top 16    | Top 16    | Top 16    | Top 16    | Top 16    | Top 16    | Top 16    | Top 16    | Top 16    | Top 16    | Top 16    | Top 16    | Top 16    | Top 16    | Top 16    | Top 16    | Top 16    | Top 16    | Top 16    | Top 16    | Top 16    | Top 16    | Top 16    | Top 16    | Top 16    | Top 16    | Top 16    | Top 16    | Top 16    | Top 16    | Top 16    | Top 16    | Top 16    | Top 16    | Top 16    | Every Little Thing She Does Is Magic | Every Little Thing She Does Is Magic | Every Little Thing She Does Is Magic | Every Little Thing She Does Is Magic | Every Little Thing She Does Is Magic | Every Little Thing She Does Is Magic | Every Little Thing She Does Is Magic | Every Little Thing She Does Is Magic | Every Little Thing She Does Is Magic | Every Little Thing She Does Is Magic | Every Little Thing She Does Is Magic | Every Little Thing She Does Is Magic | Every Little Thing She Does Is Magic | Every Little Thing She Does Is Magic | Every Little Thing She Does Is Magic | Every Little Thing She Does Is Magic | Every Little Thing She Does Is Magic | Every Little Thing She Does Is Magic | Every Little Thing She Does Is Magic | Every Little Thing She Does Is Magic | Every Little Thing She Does Is Magic | Every Little Thing She Does Is Magic | Every Little Thing She Does Is Magic | Every Little Thing She Does Is Magic | Every Little Thing She Does Is Magic | Every Little Thing She Does Is Magic | Every Little Thing She Does Is Magic | Every Little Thing She Does Is Magic | Every Little Thing She Does Is Magic | Every Little Thing She Does Is Magic | Every Little Thing She Does Is Magic | Every Little Thing She Does Is Magic | Every Little Thing She Does Is Magic | Every Little Thing She Does Is Magic | Every Little Thing She Does Is Magic | Every Little Thing She Does Is Magic | Every Little Thing She Does Is Magic | Every Little Thing She Does Is Magic | Every Little Thing She Does Is Magic | Every Little Thing She Does Is Magic | Every Little Thing She Does Is Magic | Every Little Thing She Does Is Magic | Every Little Thing She Does Is Magic | Every Little Thing She Does Is Magic | Every Little Thing She Does Is Magic | Every Little Thing She Does Is Magic | Every Little Thing She Does Is Magic | Every Little Thing She Does Is Magic | Every Little Thing She Does Is Magic | Every Little Thing She Does Is Magic | Every Little Thing She Does Is Magic | Every Little Thing She Does Is Magic | Every Little Thing She Does Is Magic | Every Little Thing She Does Is Magic | Every Little Thing She Does Is Magic | Every Little Thing She Does Is Magic | Every Little Thing She Does Is Magic | Every Little Thing She Does Is Magic | Every Little Thing She Does Is Magic | Every Little Thing She Does Is Magic | Every Little Thing She Does Is Magic | Every Little Thing She Does Is Magic | Every Little Thing She Does Is Magic | Every Little Thing She Does Is Magic | Every Little Thing She Does Is Magic | Every Little Thing She Does Is Magic | Every Little Thing She Does Is Magic | Every Little Thing She Does Is Magic | Every Little Thing She Does Is Magic | Every Little Thing She Does Is Magic | Every Little Thing She Does Is Magic | Every Little Thing She Does Is Magic | Every Little Thing She Does Is Magic | Every Little Thing She Does Is Magic | Every Little Thing She Does Is Magic | Every Little Thing She Does Is Magic | Every Little Thing She Does Is Magic | Every Little Thing She Does Is Magic | Every Little Thing She Does Is Magic | Every Little Thing She Does Is Magic | Every Little Thing She Does Is Magic | Every Little Thing She Does Is Magic | Every Little Thing She Does Is Magic | Every Little Thing She Does Is Magic | Every Little Thing She Does Is Magic | Every Little Thing She Does Is Magic | Every Little Thing She Does Is Magic | Every Little Thing She Does Is Magic | Every Little Thing She Does Is Magic | Every Little Thing She Does Is Magic | Every Little Thing She Does Is Magic | Every Little Thing She Does Is Magic | Every Little Thing She Does Is Magic | Every Little Thing She Does Is Magic | Every Little Thing She Does Is Magic | Every Little Thing She Does Is Magic | Every Little Thing She Does Is Magic | Every Little Thing She Does Is Magic | Every Little Thing She Does Is Magic | Every Little Thing She Does Is Magic | The Police                  | The Police                  | The Police                  | The Police                  | The Police                  | The Police                  | The Police                  | The Police                  | The Police                  | The Police                  | The Police                  | The Police                  | The Police                  | The Police                  | The Police                  | The Police                  | The Police                  | The Police                  | The Police                  | The Police                  | The Police                  | The Police                  | The Police                  | The Police                  | The Police                  | The Police                  | The Police                  | The Police                  | The Police                  | The Police                  | The Police                  | The Police                  | The Police                  | The Police                  | The Police                  | The Police                  | The Police                  | The Police                  | The Police                  | The Police                  | The Police                  | The Police                  | The Police                  | The Police                  | The Police                  | The Police                  | The Police                  | The Police                  | The Police                  | The Police                  | The Police                  | The Police                  | The Police                  | The Police                  | The Police                  | The Police                  | The Police                  | The Police                  | The Police                  | The Police                  | The Police                  | The Police                  | The Police                  | The Police                  | The Police                  | The Police                  | The Police                  | The Police                  | The Police                  | The Police                  | The Police                  | The Police                  | The Police                  | The Police                  | The Police                  | The Police                  | The Police                  | The Police                  | The Police                  | The Police                  | The Police                  | The Police                  | The Police                  | The Police                  | The Police                  | The Police                  | The Police                  | The Police                  | The Police                  | The Police                  | The Police                  | The Police                  | The Police                  | The Police                  | The Police                  | The Police                  | The Police                  | The Police                  | The Police                  | The Police                  | Safe       | Safe       | Safe       | Safe       | Safe       | Safe       | Safe       | Safe       | Safe       | Safe       | Safe       | Safe       | Safe       | Safe       | Safe       | Safe       | Safe       | Safe       | Safe       | Safe       | Safe       | Safe       | Safe       | Safe       | Safe       | Safe       | Safe       | Safe       | Safe       | Safe       | Safe       | Safe       | Safe       | Safe       | Safe       | Safe       | Safe       | Safe       | Safe       | Safe       | Safe       | Safe       | Safe       | Safe       | Safe       | Safe       | Safe       | Safe       | Safe       | Safe       | Safe       | Safe       | Safe       | Safe       | Safe       | Safe       | Safe       | Safe       | Safe       | Safe       | Safe       | Safe       | Safe       | Safe       | Safe       | Safe       | Safe       | Safe       | Safe       | Safe       | Safe       | Safe       | Safe       | Safe       | Safe       | Safe       | Safe       | Safe       | Safe       | Safe       | Safe       | Safe       | Safe       | Safe       | Safe       | Safe       | Safe       | Safe       | Safe       | Safe       | Safe       | Safe       | Safe       | Safe       | Safe       | Safe       | Safe       | Safe       | Safe       | Safe       |
| Top 12    | Top 12    | Top 12    | Top 12    | Top 12    | Top 12    | Top 12    | Top 12    | Top 12    | Top 12    | Top 12    | Top 12    | Top 12    | Top 12    | Top 12    | Top 12    | Top 12    | Top 12    | Top 12    | Top 12    | Top 12    | Top 12    | Top 12    | Top 12    | Top 12    | Top 12    | Top 12    | Top 12    | Top 12    | Top 12    | Top 12    | Top 12    | Top 12    | Top 12    | Top 12    | Top 12    | Top 12    | Top 12    | Top 12    | Top 12    | Top 12    | Top 12    | Top 12    | Top 12    | Top 12    | Top 12    | Top 12    | Top 12    | Top 12    | Top 12    | Top 12    | Top 12    | Top 12    | Top 12    | Top 12    | Top 12    | Top 12    | Top 12    | Top 12    | Top 12    | Top 12    | Top 12    | Top 12    | Top 12    | Top 12    | Top 12    | Top 12    | Top 12    | Top 12    | Top 12    | Top 12    | Top 12    | Top 12    | Top 12    | Top 12    | Top 12    | Top 12    | Top 12    | Top 12    | Top 12    | Top 12    | Top 12    | Top 12    | Top 12    | Top 12    | Top 12    | Top 12    | Top 12    | Top 12    | Top 12    | Top 12    | Top 12    | Top 12    | Top 12    | Top 12    | Top 12    | Top 12    | Top 12    | Top 12    | Top 12    | You've Made Me So Very Happy         | You've Made Me So Very Happy         | You've Made Me So Very Happy         | You've Made Me So Very Happy         | You've Made Me So Very Happy         | You've Made Me So Very Happy         | You've Made Me So Very Happy         | You've Made Me So Very Happy         | You've Made Me So Very Happy         | You've Made Me So Very Happy         | You've Made Me So Very Happy         | You've Made Me So Very Happy         | You've Made Me So Very Happy         | You've Made Me So Very Happy         | You've Made Me So Very Happy         | You've Made Me So Very Happy         | You've Made Me So Very Happy         | You've Made Me So Very Happy         | You've Made Me So Very Happy         | You've Made Me So Very Happy         | You've Made Me So Very Happy         | You've Made Me So Very Happy         | You've Made Me So Very Happy         | You've Made Me So Very Happy         | You've Made Me So Very Happy         | You've Made Me So Very Happy         | You've Made Me So Very Happy         | You've Made Me So Very Happy         | You've Made Me So Very Happy         | You've Made Me So Very Happy         | You've Made Me So Very Happy         | You've Made Me So Very Happy         | You've Made Me So Very Happy         | You've Made Me So Very Happy         | You've Made Me So Very Happy         | You've Made Me So Very Happy         | You've Made Me So Very Happy         | You've Made Me So Very Happy         | You've Made Me So Very Happy         | You've Made Me So Very Happy         | You've Made Me So Very Happy         | You've Made Me So Very Happy         | You've Made Me So Very Happy         | You've Made Me So Very Happy         | You've Made Me So Very Happy         | You've Made Me So Very Happy         | You've Made Me So Very Happy         | You've Made Me So Very Happy         | You've Made Me So Very Happy         | You've Made Me So Very Happy         | You've Made Me So Very Happy         | You've Made Me So Very Happy         | You've Made Me So Very Happy         | You've Made Me So Very Happy         | You've Made Me So Very Happy         | You've Made Me So Very Happy         | You've Made Me So Very Happy         | You've Made Me So Very Happy         | You've Made Me So Very Happy         | You've Made Me So Very Happy         | You've Made Me So Very Happy         | You've Made Me So Very Happy         | You've Made Me So Very Happy         | You've Made Me So Very Happy         | You've Made Me So Very Happy         | You've Made Me So Very Happy         | You've Made Me So Very Happy         | You've Made Me So Very Happy         | You've Made Me So Very Happy         | You've Made Me So Very Happy         | You've Made Me So Very Happy         | You've Made Me So Very Happy         | You've Made Me So Very Happy         | You've Made Me So Very Happy         | You've Made Me So Very Happy         | You've Made Me So Very Happy         | You've Made Me So Very Happy         | You've Made Me So Very Happy         | You've Made Me So Very Happy         | You've Made Me So Very Happy         | You've Made Me So Very Happy         | You've Made Me So Very Happy         | You've Made Me So Very Happy         | You've Made Me So Very Happy         | You've Made Me So Very Happy         | You've Made Me So Very Happy         | You've Made Me So Very Happy         | You've Made Me So Very Happy         | You've Made Me So Very Happy         | You've Made Me So Very Happy         | You've Made Me So Very Happy         | You've Made Me So Very Happy         | You've Made Me So Very Happy         | You've Made Me So Very Happy         | You've Made Me So Very Happy         | You've Made Me So Very Happy         | You've Made Me So Very Happy         | You've Made Me So Very Happy         | You've Made Me So Very Happy         | You've Made Me So Very Happy         | Blood, Sweat & Tears        | Blood, Sweat & Tears        | Blood, Sweat & Tears        | Blood, Sweat & Tears        | Blood, Sweat & Tears        | Blood, Sweat & Tears        | Blood, Sweat & Tears        | Blood, Sweat & Tears        | Blood, Sweat & Tears        | Blood, Sweat & Tears        | Blood, Sweat & Tears        | Blood, Sweat & Tears        | Blood, Sweat & Tears        | Blood, Sweat & Tears        | Blood, Sweat & Tears        | Blood, Sweat & Tears        | Blood, Sweat & Tears        | Blood, Sweat & Tears        | Blood, Sweat & Tears        | Blood, Sweat & Tears        | Blood, Sweat & Tears        | Blood, Sweat & Tears        | Blood, Sweat & Tears        | Blood, Sweat & Tears        | Blood, Sweat & Tears        | Blood, Sweat & Tears        | Blood, Sweat & Tears        | Blood, Sweat & Tears        | Blood, Sweat & Tears        | Blood, Sweat & Tears        | Blood, Sweat & Tears        | Blood, Sweat & Tears        | Blood, Sweat & Tears        | Blood, Sweat & Tears        | Blood, Sweat & Tears        | Blood, Sweat & Tears        | Blood, Sweat & Tears        | Blood, Sweat & Tears        | Blood, Sweat & Tears        | Blood, Sweat & Tears        | Blood, Sweat & Tears        | Blood, Sweat & Tears        | Blood, Sweat & Tears        | Blood, Sweat & Tears        | Blood, Sweat & Tears        | Blood, Sweat & Tears        | Blood, Sweat & Tears        | Blood, Sweat & Tears        | Blood, Sweat & Tears        | Blood, Sweat & Tears        | Blood, Sweat & Tears        | Blood, Sweat & Tears        | Blood, Sweat & Tears        | Blood, Sweat & Tears        | Blood, Sweat & Tears        | Blood, Sweat & Tears        | Blood, Sweat & Tears        | Blood, Sweat & Tears        | Blood, Sweat & Tears        | Blood, Sweat & Tears        | Blood, Sweat & Tears        | Blood, Sweat & Tears        | Blood, Sweat & Tears        | Blood, Sweat & Tears        | Blood, Sweat & Tears        | Blood, Sweat & Tears        | Blood, Sweat & Tears        | Blood, Sweat & Tears        | Blood, Sweat & Tears        | Blood, Sweat & Tears        | Blood, Sweat & Tears        | Blood, Sweat & Tears        | Blood, Sweat & Tears        | Blood, Sweat & Tears        | Blood, Sweat & Tears        | Blood, Sweat & Tears        | Blood, Sweat & Tears        | Blood, Sweat & Tears        | Blood, Sweat & Tears        | Blood, Sweat & Tears        | Blood, Sweat & Tears        | Blood, Sweat & Tears        | Blood, Sweat & Tears        | Blood, Sweat & Tears        | Blood, Sweat & Tears        | Blood, Sweat & Tears        | Blood, Sweat & Tears        | Blood, Sweat & Tears        | Blood, Sweat & Tears        | Blood, Sweat & Tears        | Blood, Sweat & Tears        | Blood, Sweat & Tears        | Blood, Sweat & Tears        | Blood, Sweat & Tears        | Blood, Sweat & Tears        | Blood, Sweat & Tears        | Blood, Sweat & Tears        | Blood, Sweat & Tears        | Blood, Sweat & Tears        | Blood, Sweat & Tears        | Safe       | Safe       | Safe       | Safe       | Safe       | Safe       | Safe       | Safe       | Safe       | Safe       | Safe       | Safe       | Safe       | Safe       | Safe       | Safe       | Safe       | Safe       | Safe       | Safe       | Safe       | Safe       | Safe       | Safe       | Safe       | Safe       | Safe       | Safe       | Safe       | Safe       | Safe       | Safe       | Safe       | Safe       | Safe       | Safe       | Safe       | Safe       | Safe       | Safe       | Safe       | Safe       | Safe       | Safe       | Safe       | Safe       | Safe       | Safe       | Safe       | Safe       | Safe       | Safe       | Safe       | Safe       | Safe       | Safe       | Safe       | Safe       | Safe       | Safe       | Safe       | Safe       | Safe       | Safe       | Safe       | Safe       | Safe       | Safe       | Safe       | Safe       | Safe       | Safe       | Safe       | Safe       | Safe       | Safe       | Safe       | Safe       | Safe       | Safe       | Safe       | Safe       | Safe       | Safe       | Safe       | Safe       | Safe       | Safe       | Safe       | Safe       | Safe       | Safe       | Safe       | Safe       | Safe       | Safe       | Safe       | Safe       | Safe       | Safe       |
| Top 11    | Top 11    | Top 11    | Top 11    | Top 11    | Top 11    | Top 11    | Top 11    | Top 11    | Top 11    | Top 11    | Top 11    | Top 11    | Top 11    | Top 11    | Top 11    | Top 11    | Top 11    | Top 11    | Top 11    | Top 11    | Top 11    | Top 11    | Top 11    | Top 11    | Top 11    | Top 11    | Top 11    | Top 11    | Top 11    | Top 11    | Top 11    | Top 11    | Top 11    | Top 11    | Top 11    | Top 11    | Top 11    | Top 11    | Top 11    | Top 11    | Top 11    | Top 11    | Top 11    | Top 11    | Top 11    | Top 11    | Top 11    | Top 11    | Top 11    | Top 11    | Top 11    | Top 11    | Top 11    | Top 11    | Top 11    | Top 11    | Top 11    | Top 11    | Top 11    | Top 11    | Top 11    | Top 11    | Top 11    | Top 11    | Top 11    | Top 11    | Top 11    | Top 11    | Top 11    | Top 11    | Top 11    | Top 11    | Top 11    | Top 11    | Top 11    | Top 11    | Top 11    | Top 11    | Top 11    | Top 11    | Top 11    | Top 11    | Top 11    | Top 11    | Top 11    | Top 11    | Top 11    | Top 11    | Top 11    | Top 11    | Top 11    | Top 11    | Top 11    | Top 11    | Top 11    | Top 11    | Top 11    | Top 11    | Top 11    | I Think I Love You                   | I Think I Love You                   | I Think I Love You                   | I Think I Love You                   | I Think I Love You                   | I Think I Love You                   | I Think I Love You                   | I Think I Love You                   | I Think I Love You                   | I Think I Love You                   | I Think I Love You                   | I Think I Love You                   | I Think I Love You                   | I Think I Love You                   | I Think I Love You                   | I Think I Love You                   | I Think I Love You                   | I Think I Love You                   | I Think I Love You                   | I Think I Love You                   | I Think I Love You                   | I Think I Love You                   | I Think I Love You                   | I Think I Love You                   | I Think I Love You                   | I Think I Love You                   | I Think I Love You                   | I Think I Love You                   | I Think I Love You                   | I Think I Love You                   | I Think I Love You                   | I Think I Love You                   | I Think I Love You                   | I Think I Love You                   | I Think I Love You                   | I Think I Love You                   | I Think I Love You                   | I Think I Love You                   | I Think I Love You                   | I Think I Love You                   | I Think I Love You                   | I Think I Love You                   | I Think I Love You                   | I Think I Love You                   | I Think I Love You                   | I Think I Love You                   | I Think I Love You                   | I Think I Love You                   | I Think I Love You                   | I Think I Love You                   | I Think I Love You                   | I Think I Love You                   | I Think I Love You                   | I Think I Love You                   | I Think I Love You                   | I Think I Love You                   | I Think I Love You                   | I Think I Love You                   | I Think I Love You                   | I Think I Love You                   | I Think I Love You                   | I Think I Love You                   | I Think I Love You                   | I Think I Love You                   | I Think I Love You                   | I Think I Love You                   | I Think I Love You                   | I Think I Love You                   | I Think I Love You                   | I Think I Love You                   | I Think I Love You                   | I Think I Love You                   | I Think I Love You                   | I Think I Love You                   | I Think I Love You                   | I Think I Love You                   | I Think I Love You                   | I Think I Love You                   | I Think I Love You                   | I Think I Love You                   | I Think I Love You                   | I Think I Love You                   | I Think I Love You                   | I Think I Love You                   | I Think I Love You                   | I Think I Love You                   | I Think I Love You                   | I Think I Love You                   | I Think I Love You                   | I Think I Love You                   | I Think I Love You                   | I Think I Love You                   | I Think I Love You                   | I Think I Love You                   | I Think I Love You                   | I Think I Love You                   | I Think I Love You                   | I Think I Love You                   | I Think I Love You                   | I Think I Love You                   | The Partridge Family        | The Partridge Family        | The Partridge Family        | The Partridge Family        | The Partridge Family        | The Partridge Family        | The Partridge Family        | The Partridge Family        | The Partridge Family        | The Partridge Family        | The Partridge Family        | The Partridge Family        | The Partridge Family        | The Partridge Family        | The Partridge Family        | The Partridge Family        | The Partridge Family        | The Partridge Family        | The Partridge Family        | The Partridge Family        | The Partridge Family        | The Partridge Family        | The Partridge Family        | The Partridge Family        | The Partridge Family        | The Partridge Family        | The Partridge Family        | The Partridge Family        | The Partridge Family        | The Partridge Family        | The Partridge Family        | The Partridge Family        | The Partridge Family        | The Partridge Family        | The Partridge Family        | The Partridge Family        | The Partridge Family        | The Partridge Family        | The Partridge Family        | The Partridge Family        | The Partridge Family        | The Partridge Family        | The Partridge Family        | The Partridge Family        | The Partridge Family        | The Partridge Family        | The Partridge Family        | The Partridge Family        | The Partridge Family        | The Partridge Family        | The Partridge Family        | The Partridge Family        | The Partridge Family        | The Partridge Family        | The Partridge Family        | The Partridge Family        | The Partridge Family        | The Partridge Family        | The Partridge Family        | The Partridge Family        | The Partridge Family        | The Partridge Family        | The Partridge Family        | The Partridge Family        | The Partridge Family        | The Partridge Family        | The Partridge Family        | The Partridge Family        | The Partridge Family        | The Partridge Family        | The Partridge Family        | The Partridge Family        | The Partridge Family        | The Partridge Family        | The Partridge Family        | The Partridge Family        | The Partridge Family        | The Partridge Family        | The Partridge Family        | The Partridge Family        | The Partridge Family        | The Partridge Family        | The Partridge Family        | The Partridge Family        | The Partridge Family        | The Partridge Family        | The Partridge Family        | The Partridge Family        | The Partridge Family        | The Partridge Family        | The Partridge Family        | The Partridge Family        | The Partridge Family        | The Partridge Family        | The Partridge Family        | The Partridge Family        | The Partridge Family        | The Partridge Family        | The Partridge Family        | The Partridge Family        | Safe       | Safe       | Safe       | Safe       | Safe       | Safe       | Safe       | Safe       | Safe       | Safe       | Safe       | Safe       | Safe       | Safe       | Safe       | Safe       | Safe       | Safe       | Safe       | Safe       | Safe       | Safe       | Safe       | Safe       | Safe       | Safe       | Safe       | Safe       | Safe       | Safe       | Safe       | Safe       | Safe       | Safe       | Safe       | Safe       | Safe       | Safe       | Safe       | Safe       | Safe       | Safe       | Safe       | Safe       | Safe       | Safe       | Safe       | Safe       | Safe       | Safe       | Safe       | Safe       | Safe       | Safe       | Safe       | Safe       | Safe       | Safe       | Safe       | Safe       | Safe       | Safe       | Safe       | Safe       | Safe       | Safe       | Safe       | Safe       | Safe       | Safe       | Safe       | Safe       | Safe       | Safe       | Safe       | Safe       | Safe       | Safe       | Safe       | Safe       | Safe       | Safe       | Safe       | Safe       | Safe       | Safe       | Safe       | Safe       | Safe       | Safe       | Safe       | Safe       | Safe       | Safe       | Safe       | Safe       | Safe       | Safe       | Safe       | Safe       |
| Top 10    | Top 10    | Top 10    | Top 10    | Top 10    | Top 10    | Top 10    | Top 10    | Top 10    | Top 10    | Top 10    | Top 10    | Top 10    | Top 10    | Top 10    | Top 10    | Top 10    | Top 10    | Top 10    | Top 10    | Top 10    | Top 10    | Top 10    | Top 10    | Top 10    | Top 10    | Top 10    | Top 10    | Top 10    | Top 10    | Top 10    | Top 10    | Top 10    | Top 10    | Top 10    | Top 10    | Top 10    | Top 10    | Top 10    | Top 10    | Top 10    | Top 10    | Top 10    | Top 10    | Top 10    | Top 10    | Top 10    | Top 10    | Top 10    | Top 10    | Top 10    | Top 10    | Top 10    | Top 10    | Top 10    | Top 10    | Top 10    | Top 10    | Top 10    | Top 10    | Top 10    | Top 10    | Top 10    | Top 10    | Top 10    | Top 10    | Top 10    | Top 10    | Top 10    | Top 10    | Top 10    | Top 10    | Top 10    | Top 10    | Top 10    | Top 10    | Top 10    | Top 10    | Top 10    | Top 10    | Top 10    | Top 10    | Top 10    | Top 10    | Top 10    | Top 10    | Top 10    | Top 10    | Top 10    | Top 10    | Top 10    | Top 10    | Top 10    | Top 10    | Top 10    | Top 10    | Top 10    | Top 10    | Top 10    | Top 10    | I Can't Make You Love Me             | I Can't Make You Love Me             | I Can't Make You Love Me             | I Can't Make You Love Me             | I Can't Make You Love Me             | I Can't Make You Love Me             | I Can't Make You Love Me             | I Can't Make You Love Me             | I Can't Make You Love Me             | I Can't Make You Love Me             | I Can't Make You Love Me             | I Can't Make You Love Me             | I Can't Make You Love Me             | I Can't Make You Love Me             | I Can't Make You Love Me             | I Can't Make You Love Me             | I Can't Make You Love Me             | I Can't Make You Love Me             | I Can't Make You Love Me             | I Can't Make You Love Me             | I Can't Make You Love Me             | I Can't Make You Love Me             | I Can't Make You Love Me             | I Can't Make You Love Me             | I Can't Make You Love Me             | I Can't Make You Love Me             | I Can't Make You Love Me             | I Can't Make You Love Me             | I Can't Make You Love Me             | I Can't Make You Love Me             | I Can't Make You Love Me             | I Can't Make You Love Me             | I Can't Make You Love Me             | I Can't Make You Love Me             | I Can't Make You Love Me             | I Can't Make You Love Me             | I Can't Make You Love Me             | I Can't Make You Love Me             | I Can't Make You Love Me             | I Can't Make You Love Me             | I Can't Make You Love Me             | I Can't Make You Love Me             | I Can't Make You Love Me             | I Can't Make You Love Me             | I Can't Make You Love Me             | I Can't Make You Love Me             | I Can't Make You Love Me             | I Can't Make You Love Me             | I Can't Make You Love Me             | I Can't Make You Love Me             | I Can't Make You Love Me             | I Can't Make You Love Me             | I Can't Make You Love Me             | I Can't Make You Love Me             | I Can't Make You Love Me             | I Can't Make You Love Me             | I Can't Make You Love Me             | I Can't Make You Love Me             | I Can't Make You Love Me             | I Can't Make You Love Me             | I Can't Make You Love Me             | I Can't Make You Love Me             | I Can't Make You Love Me             | I Can't Make You Love Me             | I Can't Make You Love Me             | I Can't Make You Love Me             | I Can't Make You Love Me             | I Can't Make You Love Me             | I Can't Make You Love Me             | I Can't Make You Love Me             | I Can't Make You Love Me             | I Can't Make You Love Me             | I Can't Make You Love Me             | I Can't Make You Love Me             | I Can't Make You Love Me             | I Can't Make You Love Me             | I Can't Make You Love Me             | I Can't Make You Love Me             | I Can't Make You Love Me             | I Can't Make You Love Me             | I Can't Make You Love Me             | I Can't Make You Love Me             | I Can't Make You Love Me             | I Can't Make You Love Me             | I Can't Make You Love Me             | I Can't Make You Love Me             | I Can't Make You Love Me             | I Can't Make You Love Me             | I Can't Make You Love Me             | I Can't Make You Love Me             | I Can't Make You Love Me             | I Can't Make You Love Me             | I Can't Make You Love Me             | I Can't Make You Love Me             | I Can't Make You Love Me             | I Can't Make You Love Me             | I Can't Make You Love Me             | I Can't Make You Love Me             | I Can't Make You Love Me             | I Can't Make You Love Me             | Bonnie Raitt                | Bonnie Raitt                | Bonnie Raitt                | Bonnie Raitt                | Bonnie Raitt                | Bonnie Raitt                | Bonnie Raitt                | Bonnie Raitt                | Bonnie Raitt                | Bonnie Raitt                | Bonnie Raitt                | Bonnie Raitt                | Bonnie Raitt                | Bonnie Raitt                | Bonnie Raitt                | Bonnie Raitt                | Bonnie Raitt                | Bonnie Raitt                | Bonnie Raitt                | Bonnie Raitt                | Bonnie Raitt                | Bonnie Raitt                | Bonnie Raitt                | Bonnie Raitt                | Bonnie Raitt                | Bonnie Raitt                | Bonnie Raitt                | Bonnie Raitt                | Bonnie Raitt                | Bonnie Raitt                | Bonnie Raitt                | Bonnie Raitt                | Bonnie Raitt                | Bonnie Raitt                | Bonnie Raitt                | Bonnie Raitt                | Bonnie Raitt                | Bonnie Raitt                | Bonnie Raitt                | Bonnie Raitt                | Bonnie Raitt                | Bonnie Raitt                | Bonnie Raitt                | Bonnie Raitt                | Bonnie Raitt                | Bonnie Raitt                | Bonnie Raitt                | Bonnie Raitt                | Bonnie Raitt                | Bonnie Raitt                | Bonnie Raitt                | Bonnie Raitt                | Bonnie Raitt                | Bonnie Raitt                | Bonnie Raitt                | Bonnie Raitt                | Bonnie Raitt                | Bonnie Raitt                | Bonnie Raitt                | Bonnie Raitt                | Bonnie Raitt                | Bonnie Raitt                | Bonnie Raitt                | Bonnie Raitt                | Bonnie Raitt                | Bonnie Raitt                | Bonnie Raitt                | Bonnie Raitt                | Bonnie Raitt                | Bonnie Raitt                | Bonnie Raitt                | Bonnie Raitt                | Bonnie Raitt                | Bonnie Raitt                | Bonnie Raitt                | Bonnie Raitt                | Bonnie Raitt                | Bonnie Raitt                | Bonnie Raitt                | Bonnie Raitt                | Bonnie Raitt                | Bonnie Raitt                | Bonnie Raitt                | Bonnie Raitt                | Bonnie Raitt                | Bonnie Raitt                | Bonnie Raitt                | Bonnie Raitt                | Bonnie Raitt                | Bonnie Raitt                | Bonnie Raitt                | Bonnie Raitt                | Bonnie Raitt                | Bonnie Raitt                | Bonnie Raitt                | Bonnie Raitt                | Bonnie Raitt                | Bonnie Raitt                | Bonnie Raitt                | Bonnie Raitt                | Safe       | Safe       | Safe       | Safe       | Safe       | Safe       | Safe       | Safe       | Safe       | Safe       | Safe       | Safe       | Safe       | Safe       | Safe       | Safe       | Safe       | Safe       | Safe       | Safe       | Safe       | Safe       | Safe       | Safe       | Safe       | Safe       | Safe       | Safe       | Safe       | Safe       | Safe       | Safe       | Safe       | Safe       | Safe       | Safe       | Safe       | Safe       | Safe       | Safe       | Safe       | Safe       | Safe       | Safe       | Safe       | Safe       | Safe       | Safe       | Safe       | Safe       | Safe       | Safe       | Safe       | Safe       | Safe       | Safe       | Safe       | Safe       | Safe       | Safe       | Safe       | Safe       | Safe       | Safe       | Safe       | Safe       | Safe       | Safe       | Safe       | Safe       | Safe       | Safe       | Safe       | Safe       | Safe       | Safe       | Safe       | Safe       | Safe       | Safe       | Safe       | Safe       | Safe       | Safe       | Safe       | Safe       | Safe       | Safe       | Safe       | Safe       | Safe       | Safe       | Safe       | Safe       | Safe       | Safe       | Safe       | Safe       | Safe       | Safe       |
| Top 9     | Top 9     | Top 9     | Top 9     | Top 9     | Top 9     | Top 9     | Top 9     | Top 9     | Top 9     | Top 9     | Top 9     | Top 9     | Top 9     | Top 9     | Top 9     | Top 9     | Top 9     | Top 9     | Top 9     | Top 9     | Top 9     | Top 9     | Top 9     | Top 9     | Top 9     | Top 9     | Top 9     | Top 9     | Top 9     | Top 9     | Top 9     | Top 9     | Top 9     | Top 9     | Top 9     | Top 9     | Top 9     | Top 9     | Top 9     | Top 9     | Top 9     | Top 9     | Top 9     | Top 9     | Top 9     | Top 9     | Top 9     | Top 9     | Top 9     | Top 9     | Top 9     | Top 9     | Top 9     | Top 9     | Top 9     | Top 9     | Top 9     | Top 9     | Top 9     | Top 9     | Top 9     | Top 9     | Top 9     | Top 9     | Top 9     | Top 9     | Top 9     | Top 9     | Top 9     | Top 9     | Top 9     | Top 9     | Top 9     | Top 9     | Top 9     | Top 9     | Top 9     | Top 9     | Top 9     | Top 9     | Top 9     | Top 9     | Top 9     | Top 9     | Top 9     | Top 9     | Top 9     | Top 9     | Top 9     | Top 9     | Top 9     | Top 9     | Top 9     | Top 9     | Top 9     | Top 9     | Top 9     | Top 9     | Top 9     | My Funny Valentine                   | My Funny Valentine                   | My Funny Valentine                   | My Funny Valentine                   | My Funny Valentine                   | My Funny Valentine                   | My Funny Valentine                   | My Funny Valentine                   | My Funny Valentine                   | My Funny Valentine                   | My Funny Valentine                   | My Funny Valentine                   | My Funny Valentine                   | My Funny Valentine                   | My Funny Valentine                   | My Funny Valentine                   | My Funny Valentine                   | My Funny Valentine                   | My Funny Valentine                   | My Funny Valentine                   | My Funny Valentine                   | My Funny Valentine                   | My Funny Valentine                   | My Funny Valentine                   | My Funny Valentine                   | My Funny Valentine                   | My Funny Valentine                   | My Funny Valentine                   | My Funny Valentine                   | My Funny Valentine                   | My Funny Valentine                   | My Funny Valentine                   | My Funny Valentine                   | My Funny Valentine                   | My Funny Valentine                   | My Funny Valentine                   | My Funny Valentine                   | My Funny Valentine                   | My Funny Valentine                   | My Funny Valentine                   | My Funny Valentine                   | My Funny Valentine                   | My Funny Valentine                   | My Funny Valentine                   | My Funny Valentine                   | My Funny Valentine                   | My Funny Valentine                   | My Funny Valentine                   | My Funny Valentine                   | My Funny Valentine                   | My Funny Valentine                   | My Funny Valentine                   | My Funny Valentine                   | My Funny Valentine                   | My Funny Valentine                   | My Funny Valentine                   | My Funny Valentine                   | My Funny Valentine                   | My Funny Valentine                   | My Funny Valentine                   | My Funny Valentine                   | My Funny Valentine                   | My Funny Valentine                   | My Funny Valentine                   | My Funny Valentine                   | My Funny Valentine                   | My Funny Valentine                   | My Funny Valentine                   | My Funny Valentine                   | My Funny Valentine                   | My Funny Valentine                   | My Funny Valentine                   | My Funny Valentine                   | My Funny Valentine                   | My Funny Valentine                   | My Funny Valentine                   | My Funny Valentine                   | My Funny Valentine                   | My Funny Valentine                   | My Funny Valentine                   | My Funny Valentine                   | My Funny Valentine                   | My Funny Valentine                   | My Funny Valentine                   | My Funny Valentine                   | My Funny Valentine                   | My Funny Valentine                   | My Funny Valentine                   | My Funny Valentine                   | My Funny Valentine                   | My Funny Valentine                   | My Funny Valentine                   | My Funny Valentine                   | My Funny Valentine                   | My Funny Valentine                   | My Funny Valentine                   | My Funny Valentine                   | My Funny Valentine                   | My Funny Valentine                   | My Funny Valentine                   | Richard Rodgers/Lorenz Hart | Richard Rodgers/Lorenz Hart | Richard Rodgers/Lorenz Hart | Richard Rodgers/Lorenz Hart | Richard Rodgers/Lorenz Hart | Richard Rodgers/Lorenz Hart | Richard Rodgers/Lorenz Hart | Richard Rodgers/Lorenz Hart | Richard Rodgers/Lorenz Hart | Richard Rodgers/Lorenz Hart | Richard Rodgers/Lorenz Hart | Richard Rodgers/Lorenz Hart | Richard Rodgers/Lorenz Hart | Richard Rodgers/Lorenz Hart | Richard Rodgers/Lorenz Hart | Richard Rodgers/Lorenz Hart | Richard Rodgers/Lorenz Hart | Richard Rodgers/Lorenz Hart | Richard Rodgers/Lorenz Hart | Richard Rodgers/Lorenz Hart | Richard Rodgers/Lorenz Hart | Richard Rodgers/Lorenz Hart | Richard Rodgers/Lorenz Hart | Richard Rodgers/Lorenz Hart | Richard Rodgers/Lorenz Hart | Richard Rodgers/Lorenz Hart | Richard Rodgers/Lorenz Hart | Richard Rodgers/Lorenz Hart | Richard Rodgers/Lorenz Hart | Richard Rodgers/Lorenz Hart | Richard Rodgers/Lorenz Hart | Richard Rodgers/Lorenz Hart | Richard Rodgers/Lorenz Hart | Richard Rodgers/Lorenz Hart | Richard Rodgers/Lorenz Hart | Richard Rodgers/Lorenz Hart | Richard Rodgers/Lorenz Hart | Richard Rodgers/Lorenz Hart | Richard Rodgers/Lorenz Hart | Richard Rodgers/Lorenz Hart | Richard Rodgers/Lorenz Hart | Richard Rodgers/Lorenz Hart | Richard Rodgers/Lorenz Hart | Richard Rodgers/Lorenz Hart | Richard Rodgers/Lorenz Hart | Richard Rodgers/Lorenz Hart | Richard Rodgers/Lorenz Hart | Richard Rodgers/Lorenz Hart | Richard Rodgers/Lorenz Hart | Richard Rodgers/Lorenz Hart | Richard Rodgers/Lorenz Hart | Richard Rodgers/Lorenz Hart | Richard Rodgers/Lorenz Hart | Richard Rodgers/Lorenz Hart | Richard Rodgers/Lorenz Hart | Richard Rodgers/Lorenz Hart | Richard Rodgers/Lorenz Hart | Richard Rodgers/Lorenz Hart | Richard Rodgers/Lorenz Hart | Richard Rodgers/Lorenz Hart | Richard Rodgers/Lorenz Hart | Richard Rodgers/Lorenz Hart | Richard Rodgers/Lorenz Hart | Richard Rodgers/Lorenz Hart | Richard Rodgers/Lorenz Hart | Richard Rodgers/Lorenz Hart | Richard Rodgers/Lorenz Hart | Richard Rodgers/Lorenz Hart | Richard Rodgers/Lorenz Hart | Richard Rodgers/Lorenz Hart | Richard Rodgers/Lorenz Hart | Richard Rodgers/Lorenz Hart | Richard Rodgers/Lorenz Hart | Richard Rodgers/Lorenz Hart | Richard Rodgers/Lorenz Hart | Richard Rodgers/Lorenz Hart | Richard Rodgers/Lorenz Hart | Richard Rodgers/Lorenz Hart | Richard Rodgers/Lorenz Hart | Richard Rodgers/Lorenz Hart | Richard Rodgers/Lorenz Hart | Richard Rodgers/Lorenz Hart | Richard Rodgers/Lorenz Hart | Richard Rodgers/Lorenz Hart | Richard Rodgers/Lorenz Hart | Richard Rodgers/Lorenz Hart | Richard Rodgers/Lorenz Hart | Richard Rodgers/Lorenz Hart | Richard Rodgers/Lorenz Hart | Richard Rodgers/Lorenz Hart | Richard Rodgers/Lorenz Hart | Richard Rodgers/Lorenz Hart | Richard Rodgers/Lorenz Hart | Richard Rodgers/Lorenz Hart | Richard Rodgers/Lorenz Hart | Richard Rodgers/Lorenz Hart | Richard Rodgers/Lorenz Hart | Richard Rodgers/Lorenz Hart | Richard Rodgers/Lorenz Hart | Richard Rodgers/Lorenz Hart | Safe       | Safe       | Safe       | Safe       | Safe       | Safe       | Safe       | Safe       | Safe       | Safe       | Safe       | Safe       | Safe       | Safe       | Safe       | Safe       | Safe       | Safe       | Safe       | Safe       | Safe       | Safe       | Safe       | Safe       | Safe       | Safe       | Safe       | Safe       | Safe       | Safe       | Safe       | Safe       | Safe       | Safe       | Safe       | Safe       | Safe       | Safe       | Safe       | Safe       | Safe       | Safe       | Safe       | Safe       | Safe       | Safe       | Safe       | Safe       | Safe       | Safe       | Safe       | Safe       | Safe       | Safe       | Safe       | Safe       | Safe       | Safe       | Safe       | Safe       | Safe       | Safe       | Safe       | Safe       | Safe       | Safe       | Safe       | Safe       | Safe       | Safe       | Safe       | Safe       | Safe       | Safe       | Safe       | Safe       | Safe       | Safe       | Safe       | Safe       | Safe       | Safe       | Safe       | Safe       | Safe       | Safe       | Safe       | Safe       | Safe       | Safe       | Safe       | Safe       | Safe       | Safe       | Safe       | Safe       | Safe       | Safe       | Safe       | Safe       |
| Top 8     | Top 8     | Top 8     | Top 8     | Top 8     | Top 8     | Top 8     | Top 8     | Top 8     | Top 8     | Top 8     | Top 8     | Top 8     | Top 8     | Top 8     | Top 8     | Top 8     | Top 8     | Top 8     | Top 8     | Top 8     | Top 8     | Top 8     | Top 8     | Top 8     | Top 8     | Top 8     | Top 8     | Top 8     | Top 8     | Top 8     | Top 8     | Top 8     | Top 8     | Top 8     | Top 8     | Top 8     | Top 8     | Top 8     | Top 8     | Top 8     | Top 8     | Top 8     | Top 8     | Top 8     | Top 8     | Top 8     | Top 8     | Top 8     | Top 8     | Top 8     | Top 8     | Top 8     | Top 8     | Top 8     | Top 8     | Top 8     | Top 8     | Top 8     | Top 8     | Top 8     | Top 8     | Top 8     | Top 8     | Top 8     | Top 8     | Top 8     | Top 8     | Top 8     | Top 8     | Top 8     | Top 8     | Top 8     | Top 8     | Top 8     | Top 8     | Top 8     | Top 8     | Top 8     | Top 8     | Top 8     | Top 8     | Top 8     | Top 8     | Top 8     | Top 8     | Top 8     | Top 8     | Top 8     | Top 8     | Top 8     | Top 8     | Top 8     | Top 8     | Top 8     | Top 8     | Top 8     | Top 8     | Top 8     | Top 8     | Bohemian Rhapsody                    | Bohemian Rhapsody                    | Bohemian Rhapsody                    | Bohemian Rhapsody                    | Bohemian Rhapsody                    | Bohemian Rhapsody                    | Bohemian Rhapsody                    | Bohemian Rhapsody                    | Bohemian Rhapsody                    | Bohemian Rhapsody                    | Bohemian Rhapsody                    | Bohemian Rhapsody                    | Bohemian Rhapsody                    | Bohemian Rhapsody                    | Bohemian Rhapsody                    | Bohemian Rhapsody                    | Bohemian Rhapsody                    | Bohemian Rhapsody                    | Bohemian Rhapsody                    | Bohemian Rhapsody                    | Bohemian Rhapsody                    | Bohemian Rhapsody                    | Bohemian Rhapsody                    | Bohemian Rhapsody                    | Bohemian Rhapsody                    | Bohemian Rhapsody                    | Bohemian Rhapsody                    | Bohemian Rhapsody                    | Bohemian Rhapsody                    | Bohemian Rhapsody                    | Bohemian Rhapsody                    | Bohemian Rhapsody                    | Bohemian Rhapsody                    | Bohemian Rhapsody                    | Bohemian Rhapsody                    | Bohemian Rhapsody                    | Bohemian Rhapsody                    | Bohemian Rhapsody                    | Bohemian Rhapsody                    | Bohemian Rhapsody                    | Bohemian Rhapsody                    | Bohemian Rhapsody                    | Bohemian Rhapsody                    | Bohemian Rhapsody                    | Bohemian Rhapsody                    | Bohemian Rhapsody                    | Bohemian Rhapsody                    | Bohemian Rhapsody                    | Bohemian Rhapsody                    | Bohemian Rhapsody                    | Bohemian Rhapsody                    | Bohemian Rhapsody                    | Bohemian Rhapsody                    | Bohemian Rhapsody                    | Bohemian Rhapsody                    | Bohemian Rhapsody                    | Bohemian Rhapsody                    | Bohemian Rhapsody                    | Bohemian Rhapsody                    | Bohemian Rhapsody                    | Bohemian Rhapsody                    | Bohemian Rhapsody                    | Bohemian Rhapsody                    | Bohemian Rhapsody                    | Bohemian Rhapsody                    | Bohemian Rhapsody                    | Bohemian Rhapsody                    | Bohemian Rhapsody                    | Bohemian Rhapsody                    | Bohemian Rhapsody                    | Bohemian Rhapsody                    | Bohemian Rhapsody                    | Bohemian Rhapsody                    | Bohemian Rhapsody                    | Bohemian Rhapsody                    | Bohemian Rhapsody                    | Bohemian Rhapsody                    | Bohemian Rhapsody                    | Bohemian Rhapsody                    | Bohemian Rhapsody                    | Bohemian Rhapsody                    | Bohemian Rhapsody                    | Bohemian Rhapsody                    | Bohemian Rhapsody                    | Bohemian Rhapsody                    | Bohemian Rhapsody                    | Bohemian Rhapsody                    | Bohemian Rhapsody                    | Bohemian Rhapsody                    | Bohemian Rhapsody                    | Bohemian Rhapsody                    | Bohemian Rhapsody                    | Bohemian Rhapsody                    | Bohemian Rhapsody                    | Bohemian Rhapsody                    | Bohemian Rhapsody                    | Bohemian Rhapsody                    | Bohemian Rhapsody                    | Bohemian Rhapsody                    | Bohemian Rhapsody                    | Queen                       | Queen                       | Queen                       | Queen                       | Queen                       | Queen                       | Queen                       | Queen                       | Queen                       | Queen                       | Queen                       | Queen                       | Queen                       | Queen                       | Queen                       | Queen                       | Queen                       | Queen                       | Queen                       | Queen                       | Queen                       | Queen                       | Queen                       | Queen                       | Queen                       | Queen                       | Queen                       | Queen                       | Queen                       | Queen                       | Queen                       | Queen                       | Queen                       | Queen                       | Queen                       | Queen                       | Queen                       | Queen                       | Queen                       | Queen                       | Queen                       | Queen                       | Queen                       | Queen                       | Queen                       | Queen                       | Queen                       | Queen                       | Queen                       | Queen                       | Queen                       | Queen                       | Queen                       | Queen                       | Queen                       | Queen                       | Queen                       | Queen                       | Queen                       | Queen                       | Queen                       | Queen                       | Queen                       | Queen                       | Queen                       | Queen                       | Queen                       | Queen                       | Queen                       | Queen                       | Queen                       | Queen                       | Queen                       | Queen                       | Queen                       | Queen                       | Queen                       | Queen                       | Queen                       | Queen                       | Queen                       | Queen                       | Queen                       | Queen                       | Queen                       | Queen                       | Queen                       | Queen                       | Queen                       | Queen                       | Queen                       | Queen                       | Queen                       | Queen                       | Queen                       | Queen                       | Queen                       | Queen                       | Queen                       | Queen                       | Safe       | Safe       | Safe       | Safe       | Safe       | Safe       | Safe       | Safe       | Safe       | Safe       | Safe       | Safe       | Safe       | Safe       | Safe       | Safe       | Safe       | Safe       | Safe       | Safe       | Safe       | Safe       | Safe       | Safe       | Safe       | Safe       | Safe       | Safe       | Safe       | Safe       | Safe       | Safe       | Safe       | Safe       | Safe       | Safe       | Safe       | Safe       | Safe       | Safe       | Safe       | Safe       | Safe       | Safe       | Safe       | Safe       | Safe       | Safe       | Safe       | Safe       | Safe       | Safe       | Safe       | Safe       | Safe       | Safe       | Safe       | Safe       | Safe       | Safe       | Safe       | Safe       | Safe       | Safe       | Safe       | Safe       | Safe       | Safe       | Safe       | Safe       | Safe       | Safe       | Safe       | Safe       | Safe       | Safe       | Safe       | Safe       | Safe       | Safe       | Safe       | Safe       | Safe       | Safe       | Safe       | Safe       | Safe       | Safe       | Safe       | Safe       | Safe       | Safe       | Safe       | Safe       | Safe       | Safe       | Safe       | Safe       | Safe       | Safe       |
| Top 7     | Top 7     | Top 7     | Top 7     | Top 7     | Top 7     | Top 7     | Top 7     | Top 7     | Top 7     | Top 7     | Top 7     | Top 7     | Top 7     | Top 7     | Top 7     | Top 7     | Top 7     | Top 7     | Top 7     | Top 7     | Top 7     | Top 7     | Top 7     | Top 7     | Top 7     | Top 7     | Top 7     | Top 7     | Top 7     | Top 7     | Top 7     | Top 7     | Top 7     | Top 7     | Top 7     | Top 7     | Top 7     | Top 7     | Top 7     | Top 7     | Top 7     | Top 7     | Top 7     | Top 7     | Top 7     | Top 7     | Top 7     | Top 7     | Top 7     | Top 7     | Top 7     | Top 7     | Top 7     | Top 7     | Top 7     | Top 7     | Top 7     | Top 7     | Top 7     | Top 7     | Top 7     | Top 7     | Top 7     | Top 7     | Top 7     | Top 7     | Top 7     | Top 7     | Top 7     | Top 7     | Top 7     | Top 7     | Top 7     | Top 7     | Top 7     | Top 7     | Top 7     | Top 7     | Top 7     | Top 7     | Top 7     | Top 7     | Top 7     | Top 7     | Top 7     | Top 7     | Top 7     | Top 7     | Top 7     | Top 7     | Top 7     | Top 7     | Top 7     | Top 7     | Top 7     | Top 7     | Top 7     | Top 7     | Top 7     | Nights on Broadway                   | Nights on Broadway                   | Nights on Broadway                   | Nights on Broadway                   | Nights on Broadway                   | Nights on Broadway                   | Nights on Broadway                   | Nights on Broadway                   | Nights on Broadway                   | Nights on Broadway                   | Nights on Broadway                   | Nights on Broadway                   | Nights on Broadway                   | Nights on Broadway                   | Nights on Broadway                   | Nights on Broadway                   | Nights on Broadway                   | Nights on Broadway                   | Nights on Broadway                   | Nights on Broadway                   | Nights on Broadway                   | Nights on Broadway                   | Nights on Broadway                   | Nights on Broadway                   | Nights on Broadway                   | Nights on Broadway                   | Nights on Broadway                   | Nights on Broadway                   | Nights on Broadway                   | Nights on Broadway                   | Nights on Broadway                   | Nights on Broadway                   | Nights on Broadway                   | Nights on Broadway                   | Nights on Broadway                   | Nights on Broadway                   | Nights on Broadway                   | Nights on Broadway                   | Nights on Broadway                   | Nights on Broadway                   | Nights on Broadway                   | Nights on Broadway                   | Nights on Broadway                   | Nights on Broadway                   | Nights on Broadway                   | Nights on Broadway                   | Nights on Broadway                   | Nights on Broadway                   | Nights on Broadway                   | Nights on Broadway                   | Nights on Broadway                   | Nights on Broadway                   | Nights on Broadway                   | Nights on Broadway                   | Nights on Broadway                   | Nights on Broadway                   | Nights on Broadway                   | Nights on Broadway                   | Nights on Broadway                   | Nights on Broadway                   | Nights on Broadway                   | Nights on Broadway                   | Nights on Broadway                   | Nights on Broadway                   | Nights on Broadway                   | Nights on Broadway                   | Nights on Broadway                   | Nights on Broadway                   | Nights on Broadway                   | Nights on Broadway                   | Nights on Broadway                   | Nights on Broadway                   | Nights on Broadway                   | Nights on Broadway                   | Nights on Broadway                   | Nights on Broadway                   | Nights on Broadway                   | Nights on Broadway                   | Nights on Broadway                   | Nights on Broadway                   | Nights on Broadway                   | Nights on Broadway                   | Nights on Broadway                   | Nights on Broadway                   | Nights on Broadway                   | Nights on Broadway                   | Nights on Broadway                   | Nights on Broadway                   | Nights on Broadway                   | Nights on Broadway                   | Nights on Broadway                   | Nights on Broadway                   | Nights on Broadway                   | Nights on Broadway                   | Nights on Broadway                   | Nights on Broadway                   | Nights on Broadway                   | Nights on Broadway                   | Nights on Broadway                   | Nights on Broadway                   | Bee Gees                    | Bee Gees                    | Bee Gees                    | Bee Gees                    | Bee Gees                    | Bee Gees                    | Bee Gees                    | Bee Gees                    | Bee Gees                    | Bee Gees                    | Bee Gees                    | Bee Gees                    | Bee Gees                    | Bee Gees                    | Bee Gees                    | Bee Gees                    | Bee Gees                    | Bee Gees                    | Bee Gees                    | Bee Gees                    | Bee Gees                    | Bee Gees                    | Bee Gees                    | Bee Gees                    | Bee Gees                    | Bee Gees                    | Bee Gees                    | Bee Gees                    | Bee Gees                    | Bee Gees                    | Bee Gees                    | Bee Gees                    | Bee Gees                    | Bee Gees                    | Bee Gees                    | Bee Gees                    | Bee Gees                    | Bee Gees                    | Bee Gees                    | Bee Gees                    | Bee Gees                    | Bee Gees                    | Bee Gees                    | Bee Gees                    | Bee Gees                    | Bee Gees                    | Bee Gees                    | Bee Gees                    | Bee Gees                    | Bee Gees                    | Bee Gees                    | Bee Gees                    | Bee Gees                    | Bee Gees                    | Bee Gees                    | Bee Gees                    | Bee Gees                    | Bee Gees                    | Bee Gees                    | Bee Gees                    | Bee Gees                    | Bee Gees                    | Bee Gees                    | Bee Gees                    | Bee Gees                    | Bee Gees                    | Bee Gees                    | Bee Gees                    | Bee Gees                    | Bee Gees                    | Bee Gees                    | Bee Gees                    | Bee Gees                    | Bee Gees                    | Bee Gees                    | Bee Gees                    | Bee Gees                    | Bee Gees                    | Bee Gees                    | Bee Gees                    | Bee Gees                    | Bee Gees                    | Bee Gees                    | Bee Gees                    | Bee Gees                    | Bee Gees                    | Bee Gees                    | Bee Gees                    | Bee Gees                    | Bee Gees                    | Bee Gees                    | Bee Gees                    | Bee Gees                    | Bee Gees                    | Bee Gees                    | Bee Gees                    | Bee Gees                    | Bee Gees                    | Bee Gees                    | Bee Gees                    | Safe       | Safe       | Safe       | Safe       | Safe       | Safe       | Safe       | Safe       | Safe       | Safe       | Safe       | Safe       | Safe       | Safe       | Safe       | Safe       | Safe       | Safe       | Safe       | Safe       | Safe       | Safe       | Safe       | Safe       | Safe       | Safe       | Safe       | Safe       | Safe       | Safe       | Safe       | Safe       | Safe       | Safe       | Safe       | Safe       | Safe       | Safe       | Safe       | Safe       | Safe       | Safe       | Safe       | Safe       | Safe       | Safe       | Safe       | Safe       | Safe       | Safe       | Safe       | Safe       | Safe       | Safe       | Safe       | Safe       | Safe       | Safe       | Safe       | Safe       | Safe       | Safe       | Safe       | Safe       | Safe       | Safe       | Safe       | Safe       | Safe       | Safe       | Safe       | Safe       | Safe       | Safe       | Safe       | Safe       | Safe       | Safe       | Safe       | Safe       | Safe       | Safe       | Safe       | Safe       | Safe       | Safe       | Safe       | Safe       | Safe       | Safe       | Safe       | Safe       | Safe       | Safe       | Safe       | Safe       | Safe       | Safe       | Safe       | Safe       |
| Top 6     | Top 6     | Top 6     | Top 6     | Top 6     | Top 6     | Top 6     | Top 6     | Top 6     | Top 6     | Top 6     | Top 6     | Top 6     | Top 6     | Top 6     | Top 6     | Top 6     | Top 6     | Top 6     | Top 6     | Top 6     | Top 6     | Top 6     | Top 6     | Top 6     | Top 6     | Top 6     | Top 6     | Top 6     | Top 6     | Top 6     | Top 6     | Top 6     | Top 6     | Top 6     | Top 6     | Top 6     | Top 6     | Top 6     | Top 6     | Top 6     | Top 6     | Top 6     | Top 6     | Top 6     | Top 6     | Top 6     | Top 6     | Top 6     | Top 6     | Top 6     | Top 6     | Top 6     | Top 6     | Top 6     | Top 6     | Top 6     | Top 6     | Top 6     | Top 6     | Top 6     | Top 6     | Top 6     | Top 6     | Top 6     | Top 6     | Top 6     | Top 6     | Top 6     | Top 6     | Top 6     | Top 6     | Top 6     | Top 6     | Top 6     | Top 6     | Top 6     | Top 6     | Top 6     | Top 6     | Top 6     | Top 6     | Top 6     | Top 6     | Top 6     | Top 6     | Top 6     | Top 6     | Top 6     | Top 6     | Top 6     | Top 6     | Top 6     | Top 6     | Top 6     | Top 6     | Top 6     | Top 6     | Top 6     | Top 6     | How You Remind Me                    | How You Remind Me                    | How You Remind Me                    | How You Remind Me                    | How You Remind Me                    | How You Remind Me                    | How You Remind Me                    | How You Remind Me                    | How You Remind Me                    | How You Remind Me                    | How You Remind Me                    | How You Remind Me                    | How You Remind Me                    | How You Remind Me                    | How You Remind Me                    | How You Remind Me                    | How You Remind Me                    | How You Remind Me                    | How You Remind Me                    | How You Remind Me                    | How You Remind Me                    | How You Remind Me                    | How You Remind Me                    | How You Remind Me                    | How You Remind Me                    | How You Remind Me                    | How You Remind Me                    | How You Remind Me                    | How You Remind Me                    | How You Remind Me                    | How You Remind Me                    | How You Remind Me                    | How You Remind Me                    | How You Remind Me                    | How You Remind Me                    | How You Remind Me                    | How You Remind Me                    | How You Remind Me                    | How You Remind Me                    | How You Remind Me                    | How You Remind Me                    | How You Remind Me                    | How You Remind Me                    | How You Remind Me                    | How You Remind Me                    | How You Remind Me                    | How You Remind Me                    | How You Remind Me                    | How You Remind Me                    | How You Remind Me                    | How You Remind Me                    | How You Remind Me                    | How You Remind Me                    | How You Remind Me                    | How You Remind Me                    | How You Remind Me                    | How You Remind Me                    | How You Remind Me                    | How You Remind Me                    | How You Remind Me                    | How You Remind Me                    | How You Remind Me                    | How You Remind Me                    | How You Remind Me                    | How You Remind Me                    | How You Remind Me                    | How You Remind Me                    | How You Remind Me                    | How You Remind Me                    | How You Remind Me                    | How You Remind Me                    | How You Remind Me                    | How You Remind Me                    | How You Remind Me                    | How You Remind Me                    | How You Remind Me                    | How You Remind Me                    | How You Remind Me                    | How You Remind Me                    | How You Remind Me                    | How You Remind Me                    | How You Remind Me                    | How You Remind Me                    | How You Remind Me                    | How You Remind Me                    | How You Remind Me                    | How You Remind Me                    | How You Remind Me                    | How You Remind Me                    | How You Remind Me                    | How You Remind Me                    | How You Remind Me                    | How You Remind Me                    | How You Remind Me                    | How You Remind Me                    | How You Remind Me                    | How You Remind Me                    | How You Remind Me                    | How You Remind Me                    | How You Remind Me                    | Nickelback                  | Nickelback                  | Nickelback                  | Nickelback                  | Nickelback                  | Nickelback                  | Nickelback                  | Nickelback                  | Nickelback                  | Nickelback                  | Nickelback                  | Nickelback                  | Nickelback                  | Nickelback                  | Nickelback                  | Nickelback                  | Nickelback                  | Nickelback                  | Nickelback                  | Nickelback                  | Nickelback                  | Nickelback                  | Nickelback                  | Nickelback                  | Nickelback                  | Nickelback                  | Nickelback                  | Nickelback                  | Nickelback                  | Nickelback                  | Nickelback                  | Nickelback                  | Nickelback                  | Nickelback                  | Nickelback                  | Nickelback                  | Nickelback                  | Nickelback                  | Nickelback                  | Nickelback                  | Nickelback                  | Nickelback                  | Nickelback                  | Nickelback                  | Nickelback                  | Nickelback                  | Nickelback                  | Nickelback                  | Nickelback                  | Nickelback                  | Nickelback                  | Nickelback                  | Nickelback                  | Nickelback                  | Nickelback                  | Nickelback                  | Nickelback                  | Nickelback                  | Nickelback                  | Nickelback                  | Nickelback                  | Nickelback                  | Nickelback                  | Nickelback                  | Nickelback                  | Nickelback                  | Nickelback                  | Nickelback                  | Nickelback                  | Nickelback                  | Nickelback                  | Nickelback                  | Nickelback                  | Nickelback                  | Nickelback                  | Nickelback                  | Nickelback                  | Nickelback                  | Nickelback                  | Nickelback                  | Nickelback                  | Nickelback                  | Nickelback                  | Nickelback                  | Nickelback                  | Nickelback                  | Nickelback                  | Nickelback                  | Nickelback                  | Nickelback                  | Nickelback                  | Nickelback                  | Nickelback                  | Nickelback                  | Nickelback                  | Nickelback                  | Nickelback                  | Nickelback                  | Nickelback                  | Nickelback                  | Eliminated | Eliminated | Eliminated | Eliminated | Eliminated | Eliminated | Eliminated | Eliminated | Eliminated | Eliminated | Eliminated | Eliminated | Eliminated | Eliminated | Eliminated | Eliminated | Eliminated | Eliminated | Eliminated | Eliminated | Eliminated | Eliminated | Eliminated | Eliminated | Eliminated | Eliminated | Eliminated | Eliminated | Eliminated | Eliminated | Eliminated | Eliminated | Eliminated | Eliminated | Eliminated | Eliminated | Eliminated | Eliminated | Eliminated | Eliminated | Eliminated | Eliminated | Eliminated | Eliminated | Eliminated | Eliminated | Eliminated | Eliminated | Eliminated | Eliminated | Eliminated | Eliminated | Eliminated | Eliminated | Eliminated | Eliminated | Eliminated | Eliminated | Eliminated | Eliminated | Eliminated | Eliminated | Eliminated | Eliminated | Eliminated | Eliminated | Eliminated | Eliminated | Eliminated | Eliminated | Eliminated | Eliminated | Eliminated | Eliminated | Eliminated | Eliminated | Eliminated | Eliminated | Eliminated | Eliminated | Eliminated | Eliminated | Eliminated | Eliminated | Eliminated | Eliminated | Eliminated | Eliminated | Eliminated | Eliminated | Eliminated | Eliminated | Eliminated | Eliminated | Eliminated | Eliminated | Eliminated | Eliminated | Eliminated | Eliminated |

## Discographie

### Albums
| 2005                                    | Pray For The Soul of Betty - Format : CD | 129 | 7 | 2 | - US sales: 7,500  |
| 2007                                    | Constantine - Format: CD                 | 75  | 9 | — | - US sales: 25,000 |
| "—" denotes releases that did not chart |                                          |     |   |   |                    |

### Singles
- 2005 : My Funny Valentine on American Idol Season 4: The Showstoppers
- 2005 : Bohemian Rhapsody on Killer Queen: A Tribute to Queen
- 2006 : Hanukkah Song on Broadway's Greatest Gifts: Carols For A Cure Vol. 8
- 2009 : I'll Be Home for Christmas/Christmas in America (duo avec Orfeh) on New York City Christmas: a Benefit Album for ASTEP
- 2011 : Unchained Melody (released as single)
- 2011 : 25 or 6 to 4 (released as single)
- 2011 : You Really Got Me (released as single)
- 2011 : Down Flew the Doves (avec Tim Prottey-Jones) on Surrounded by the Sounds

### Autres
- 2007 : Growing Up With Loukoumi as Gus The Bear
- 2009 : Loukoumi's Good Deeds as Gus The Bear
- 2009 : Rock of Ages: Original Broadway Cast Recording
- 2009 : Loukoumi's Gift as Gus The Bear
- 2012 : Rock of Ages: Motion Picture Soundtrack
- 2012 : Jekyll and Hyde: 2012 Concept Recording

### Filmographie

#### Télévision
- 2010 : New York, police judiciaire (saison 20, épisode 19) : Fabio Scalia
- 2012 : New York, unité spéciale (saison 13, épisode 22) : Seth Moretz